# Mr Medicine
"Mr Medicine" é o quarto single da cantora e compositora britânica, Eliza Doolittle, gravado para o seu álbum de estréia, o epônimo, Eliza Doolittle. Foi lançado em 7 de março de 2011 atingido um pico de 130 na UK Singles Charts.

## Promoção
Em 22 de março de 2011 Doolittle cantou a canção em The Alan Titchmarsh Show. Em 23 de março de 2011, ela cantou a música em Alvorada. Depois, cantou a música em Samambaia em 4 de abril de 2011. Ela também se apresentou em 16 de outubro de 2011 no prorama brasileiro Altas Horas exibido pela Rede Globo.

## Lista de faixas
| Download digital |               |                                                |         |  |
| N.º              | Título        | Compositor(es)                                 | Duração |  |
| 1.               | "Mr Medicine" | Eliza Doolittle, John Beck, Steven Chrisanthou | 3:27    |  |

## Desempenho nas tabelas musicais

### Posições
| Parada musical (2011)           | Melhor posição |
| ------------------------------- | -------------- |
| Reino Unido (UK Singles Charts) | 130            |